# Natalia Ghica
Natalia Ghica (n. 8 noiembrie 1835, Iași – d. 23 octombrie 1899, București), a fost fiica domnitorului Moldovei Grigore Alexandru Ghica.
În 1855 vornicul Constantin Balș (1827-1855, fiul lui Alexandru și Casandra Cantacuzino), șeful Poliției din Moldova, a fost împușcat mortal în duelul cu contele austriac Stolberg. Duelul s-a declanșat din cauza relației amoroase dintre acesta din urmă și domnița Natalia Ghica care era soția lui Constantin Balș.